# Троицкое (Пятихатский район)
Тро́ицкое (укр. Троїцьке) — село,
Троицкий сельский совет,
Пятихатский район,
Днепропетровская область,
Украина.
Код КОАТУУ — 1224587501. Население по переписи 2001 года составляло 400 человек .
Является административным центром Троицкого сельского совета, в который, кроме того, входят сёла
Березняк,
Зелёный Клин,
Золотницкое,
Николаевка,
Новотроицкое,
Червоная Дериевка и
ликвидированное село Малые Лозки.

## Географическое положение
Село Троицкое примыкает к селу Малые Лозки на расстоянии в 1,5 км расположено село Золотницкое.
По селу протекает пересыхающий ручей с запрудой.
Находится за 54 км от г.Пятихатки и за 37 км от ст. Счастливая

## Происхождение названия
Прежние названия села — Морозовка, Тройницкое, Калиновка и Балабаново.

## История
- 1806 год — дата основания.
- 1917 год — село Балабаново переименовано в село Троицкое.

## Объекты социальной сферы
- Школа.
- Амбулатория.
- Клуб.
- Публичная сельская библиотека - филиал № 30

## Достопримечательности
- Братская могила советских воинов.